# Расмуссен, Эрик
Э́рик Уэ́йн Ра́смуссен (англ. Erik Wayne Rasmussen; 28 марта 1977, Сент-Луис-Парк, Миннесота, США) — американский хоккеист, центральный нападающий. Завершил игровую карьеру в 2009 году.

## Карьера

### Клубная карьера
С 1995 по 1997 год Расмуссен играл за студенческую команду «Миннесота Голден Гоферс», относящуюся к WCHA. В первый свой сезон за «Миннесоту» он набрал 48 очков в 40 играх. «Гоферс» по итогам сезона стали чемпионами WCHA, а Эрика ещё и включили в Сборную молодых звёзд лиги. Благодаря своей отличной игре на драфте НХЛ 1996 года он был выбран под общим 7-м номером клубом «Баффало Сэйбрз». Расмуссен отыграл ещё один сезон за «Миннесоту» прежде, чем отправиться в «Баффало».
Большую часть сезона 1997/98 Расмуссен был вынужден провести в фарм-клубе «Сейбрз» в АХЛ — «Рочестер Американс». Выступая за «Рочестер» Эрик временами получал приглашения в «Баффало». В итоге за сезон он сыграл в НХЛ 21 игру, в которых забросил 2 шайбы и отдал 3 голевые передачи. В следующем сезоне Расмуссен уже сумел закрепиться в основе «клинков» и вместе с командой дошёл до финала Кубка Стэнли. Эрик выступал за «Баффало» до 2002 года.
24 июля 2002 года Расмуссен был отдан в «Лос-Анджелес Кингз» в обмен на Адама Мэйра и выбор в пятом раунде драфта. Перед сезоном 2003/04 Рассмусен перешёл в «Нью-Джерси Девилз». В свой первый сезон за «дьяволов» Эрик набрал 13 очков в 69 играх. В следующем сезоне НХЛ, несостоявшимся из-за локаута, Расмуссен отдыхал и не стал выступать за команду из другой лиги. В сезоне 2005/06 он снова выступал за «Нью-Джерси». После трёх сезонов за «Девилз» Эрик выступал в клубе АХЛ «Лоуэлл Девилз». В сезоне 2007/08 он провёл лишь 26 игр, в которых набрал 5 баллов за результативность.
Свой последний сезон в карьере игрока Расмуссен провёл в финской СМ-Лиге, выступая за «Эссят». По итогам сезона он помог команде в плей-аут сохранить прописку в высшем дивизионе.

### Международная карьера
Расмуссен представлял сборную США на молодёжном чемпионате мира 1996 года. На этом турнире американцы заняли лишь пятое место. На следующем молодёжном чемпионате мира они получили уже «серебро». Эрик не только завоевал медаль, но и стал вторым бомбардиром турнира, уступив лишь Майку Йорку.
В 2002 году Расмуссен участвовал в составе основной сборной на чемпионате мира. Американцы заняли седьмое место, а Эрик набрал лишь один результативный балл за семь игр.

## Статистика
| Легенда | Легенда                    | Легенда | Легенда                   | Легенда | Легенда    |
| ------- | -------------------------- | ------- | ------------------------- | ------- | ---------- |
| И       | Количество проведённых игр | Штр     | Штрафное время            | +/−     | Плюс-минус |
| Г       | Голы                       | П       | Голевые передачи          | О       | Очки       |
| -       | Статистика неизвестна      | —       | Статистика не учитывалась |         |            |

### Клубная карьера
- a В «Плей-офф» учитывается статистика игрока в Плей-аут.

## Достижения
| Год  | Команда                 | Достижение                                    | Достижение |
| ---- | ----------------------- | --------------------------------------------- | ---------- |
| 1996 | Миннесота Голден Гоферс | Чемпион WCHA                                  |            |
| 1997 | США (мол.)              | Серебряный призёр молодёжного чемпионата мира |            |

| Год  | Команда                 | Достижение                          | Достижение |
| ---- | ----------------------- | ----------------------------------- | ---------- |
| 1996 | Миннесота Голден Гоферс | Попадание во Сборную новичкаов WCHA |            |